# ياماكاوا هيروشي
ياماكاوا هيروشي هو عسكري وسياسي ياباني، ولد في 4 ديسمبر 1845 في أيزواكاماتسو في اليابان، وتوفي في 4 فبراير 1898 في طوكيو في اليابان. نشط حزبياً في . وقد انتخب member of the House of Peers ‏ وانتخب Wakadoshiyori ‏ Aizu Domain ‏.